# ヴォヤージ
『ヴォヤージ』（Voyage）は、ABBAの9枚目のスタジオ・アルバム。

## 解説
- 前作『ザ・ヴィジターズ』から40年振り、再始動後初となるアルバム。
- レコーディングは2018年から開始され、メンバーであるベニーのスタジオにメンバーが結集して行われた[1]。
- 日本盤はSHM-CD仕様、通常盤の他に『アバ・ゴールド』『アバ・イン・ジャパン』『エッセンシャル・コレクション』がそれぞれ付属した4形態で発売[2]。
- 「ジャスト・ア・ノーション」は元々アルバム『ヴーレ・ヴー』のために1979年頃に録音されていた曲で、今回改めてリアレンジされて収録された。1979年のヴァージョンは1994年のボックス・セット『アバ・ボックス〜サンキュー・フォー・ザ・ミュージック』に一部が収録されている。
- 「リトル・シングス」はABBAにとって初となるクリスマス・ソングで、シングル盤の収益はユニセフに寄付される[3]。

## 反響
- イギリスではアルバム発売前の予約が3日間で8万枚を突破する最高記録を樹立した[4]。
- 日本では42年5ヶ月ぶりにオリコンアルバムチャートのTOP5入りを果たした[5]。
- Billboard 200ではグループにとって最高位となる2位を記録（トップ10入りも初）。
- 2022年時点で全世界で250万枚を売り上げた[6]。

## 収録曲
| #   | タイトル                                                                  | 作詞 | 作曲・編曲 | 時間 |
| --- | ------------------------------------------------------------------------- | ---- | ---------- | ---- |
| 1.  | 「アイ・スティル・ハヴ・フェイス・イン・ユー」(I Still Have Faith in You) |      |            | 5:09 |
| 2.  | 「ホエン・ユー・ダンス・ウィズ・ミー」(When You Danced with Me)           |      |            | 2:50 |
| 3.  | 「リトル・シングス」(Little Things)                                       |      |            | 3:08 |
| 4.  | 「ドント・シャット・ミー・ダウン」(Don't Shut Me Down)                    |      |            | 3:56 |
| 5.  | 「ジャスト・ア・ノーション」(Just a Notion)                               |      |            | 3:31 |
| 6.  | 「アイ・キャン・ビー・ザット・ウーマン」(I Can Be That Woman)             |      |            | 4:01 |
| 7.  | 「キープ・アン・アイ・オン・ダン」(Keep an Eye on Dan)                    |      |            | 4:05 |
| 8.  | 「バンブルビー」(Bumblebee)                                               |      |            | 3:57 |
| 9.  | 「ノー・ダウト・アバウト・イット」(No Doubt About It)                     |      |            | 2:56 |
| 10. | 「オード・トゥ・フリーダム」(Ode to Freedom)                              |      |            | 3:32 |